# Humilladero
Humilladero település Spanyolországban, Málaga tartományban. Humilladero La Roda de Andalucía, Alameda, Mollina, Antequera és Fuente de Piedra községekkel határos. Lakosainak száma 3360 fő (2024).

## Népesség
A település népessége az elmúlt években az alábbi módon változott:
| Lakosok száma | 2683 | 2797 | 3104 | 3291 | 3383 | 3377 | 3292 | 3286 | 3282 | 3360 |
|               | 2001 | 2004 | 2007 | 2009 | 2012 | 2014 | 2017 | 2019 | 2022 | 2024 |